# Arno Brok

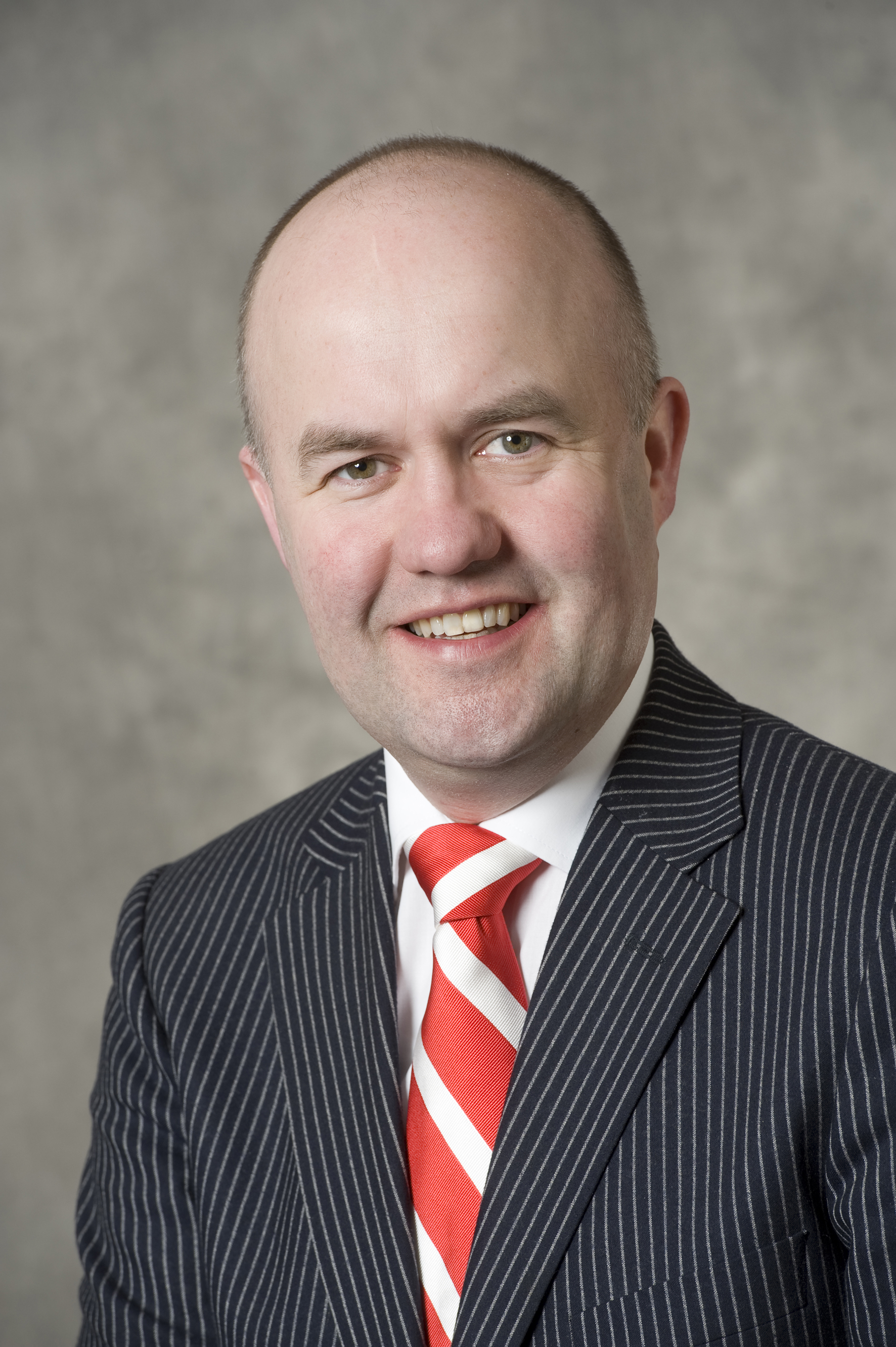
Arno Brok

Arnoud Adrianus Maria Brok (* 29. Juli 1968 in Leerdam) ist ein niederländischer Politiker. Seit März 2017 ist er Kommissar des Königs der Provinz Friesland.

## Leben
Er ist Mitglied der Volkspartij voor Vrijheid en Democratie (VVD). Von 1994 bis 1998 war er Fraktionsvorsitzender der VVD und von 1998 bis 2003 Beigeordneter in Leeuwarden. Von 2003 bis 2010 war er Bürgermeister von Sneek und von 2010 bis 2017 Bürgermeister von Dordrecht. Seit dem 1. März 2017 ist er Kommissar des Königs der Provinz Friesland.

## Auszeichnungen und Preise (Auswahl)
- Ritterorden vom Heiligen Grab zu Jerusalem
- Offizier des Ordens von Oranien-Nassau